# 双角草
双角草（学名：Diodia virginiana），又称维州钮扣草，为茜草科双角草属下的一个植物种，开白色花，结绿色果实。原产于中美洲和美国中南部地区。后来又引入了被加利福尼亚、日本和台湾。